# Karel Kraus (právník)
Karel Kraus (německy Karl Kraus), (7. května 1866, Moravská Ostrava – 17. srpna 1919, Moravská Ostrava) byl právník, podnikatel a majitel nemovitostí v Ostravě.

## Život
Rodiči Karla Krause byli Josef Kraus (1828–1881) a Emilia, dcera Karla Heiterera. Dne 7. května 1896 se oženil s Eleonorou „Lorou" Margarethou Marií (*5. září 1878, Vídeň) dcerou Antona Himmelbauera, továrníka ve Vídni a Mathildy roz. Kögler. V manželství se narodili tři synové Karel, Herbert a Günther Reinhard Ferdinad (13. července 1914, Moravská Ostrava – 22. duben 1998, Vídeň).

## Kariéra

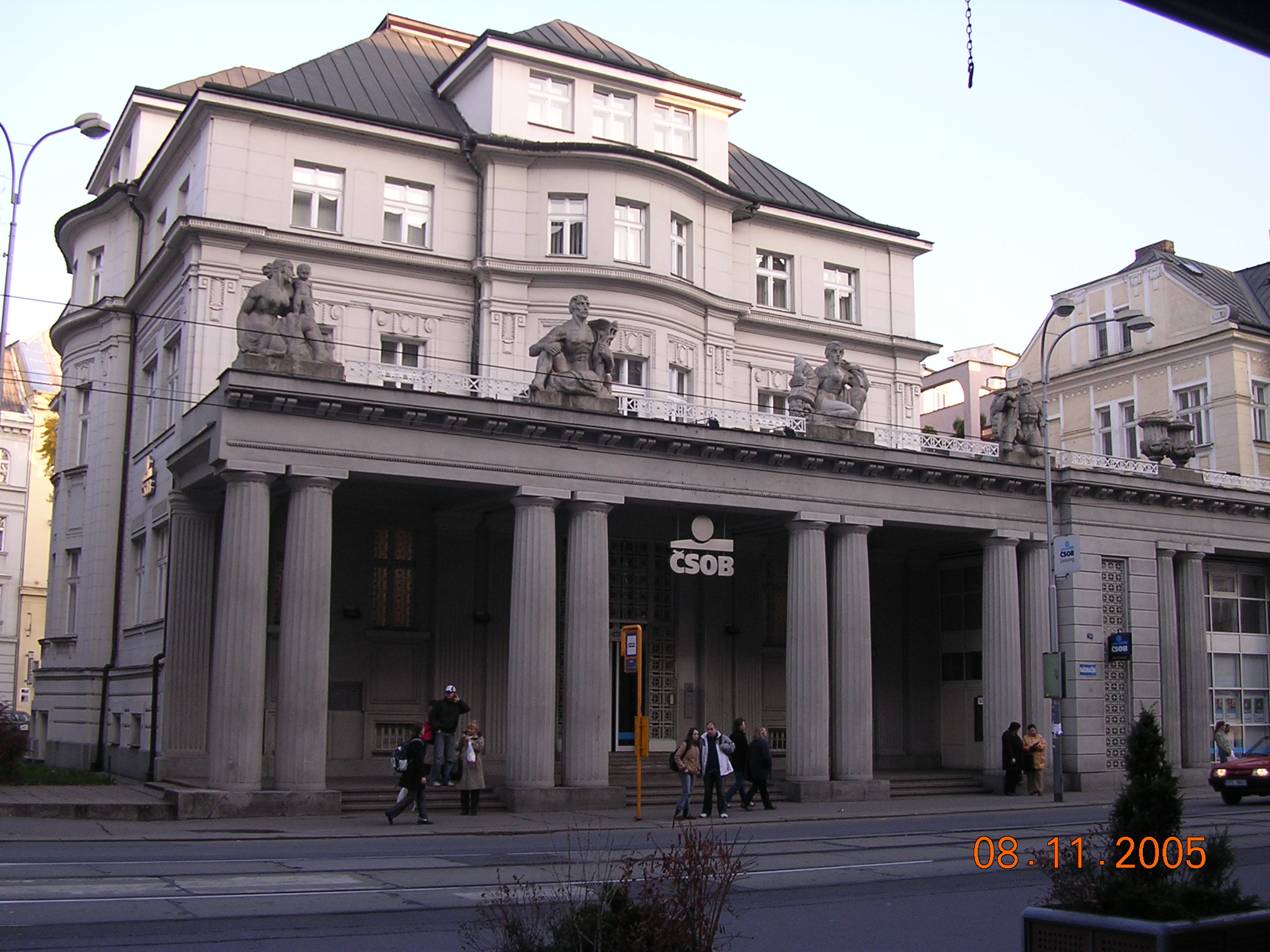
Vila dr. Karla Krause (1910), Česká banka Union (1920), PROSPERITA holding, a.s. (2005)

Karel Kraus patřil k předním představitelům německé obce v Moravské Ostravě Řadil se k investorům, kteří na přelomu 19. a 20. století ovlivnili architekturu města.
V roce 1893 postavil v Přívoze tzv. Krausovu dělnickou kolonii, slangově Krausovec. Vzniklá ulice byla pojmenována Krausova (německy Krausgasse), v roce 1912 přejmenována na Dr. Karla Krause (německy Dr. Carl Krausgasse). Ulice zanikla v roce 1919.
V roce 1910 si nechal na Nádražní ulici postavit jednopatrovou secesní vilu, které byla po jeho smrti v letech 1921–1922 přestavěna pro potřeby České banky Union.
V letech 1911–1913 postavil 21 činžovních domů na místě bývalé dělnické kolonie, kterou postavil jeho otec, a které se říkalo Krausova kolonie (německy Kraus Kolonie). Kolonie byla postavena ve dvou etapách, první v letech 1872–1878 a druhá později. Celkem bylo postaveno 16 jednopatrových nájemních domů. Kolonie byla v lokalitě Ostrauer Straße a Elisabeth Gasse. Činžovní domy, které byly postaveny na jejím místě, na počátku 20. století, daly za vznikl ulicím: Krausova (1911: Josef Krausgasse, 1951: S. K. Neumanna), Roseggerova (1911: Roseggergasse, 1919: Chelčického) a Mlýnská. Investorem výstavby byl Karel Kraus. Autorem urbanizačního projektu byl adjunkt městského stavebního úřadu v Moravské Ostravě Ing. Ignatz Faigl (*1873), projekty jednotlivých domů připravil jeho bratr, vídeňský architekt Ludwig Faigl (*1874), který byl spoluautorem projektu evangelického kostela. Např. stavbu domu na ulici Mlýnská č.p. 702 provedli ostravští stavitelé Vincenz Heinz & Gustav Kulka. Výstavba probíhala i po jeho smrti v roce 1919, resp. byla dokončena v roce 1924.
Před rokem 1919 vlastnil v Mariánských horách svažitou parcelu, která měla v roce 1940 místní název Krausův důl (německy Schluchtenweg, 1931: Náprstkova).

## Spolkový život
Patřil mezi členy německé obce v Moravské Ostravě, kteří se zasadili o výstavbu Německého domu. Byl také členem politických sdružení a spolků:
- Deutscher Volksverein für Mährisch Ostrau und Umgebung (volný překlad Německé lidové sdružení pro Moravskou Ostravu a okolí);
- Bezirksverband „Ostmähren“ des Bundes der Deutschen Nordmährens (volný překlad Okresní sdružení „Východní Morava" Federace německé severní Moravy);
- „Kohlenreviergau“ des Deutschen Schulvereines (volný překlad „Kohlenreviergau“ Německá školní asociace);
- Deutscher Turnverein Mährisch Ostrau (volný překlad Německý gymnastický klub Moravská Ostrava);[25]
- Mährisch Ostrauer Gesangverein (volný překlad Spolkový sbor Moravská Ostrava);
- Deutscher Volksbiidungf-Verein in Mährisch Ostrau (volný překlad Německá lidová vzdělávací asociace v Moravské Ostravě).[4]